# Medea Japaridze
Medea Japaridze (în georgiană მედეა ჯაფარიძე, în rusă Медея Валериановна Джапаридзе, transliterat: Medeia Valerianovna Djaparidze; n. 20 februarie 1923, Tbilisi, Republica Sovietică Federală Socialistă Transcaucaziană, URSS – d. 31 martie 1994, Tbilisi, Georgia) a fost actriță de teatru și film georgiană, distinsă cu titlul de Artist al poporului din RSS Gruzină, cu Ordinul Steagul Roșu al Muncii și cu Ordinul Insigna de onoare.

## Biografie
Medea Japaridze s-a născut în 1923 în orașul Tbilisi și absolvit cursurile Școlii nr. 42 din capitala RSS Gruzine în 1939. A lucrat timp de doi ani la Teatrul de Artă Populară de la Casa de Cultură a raionului municipal Nadzaladevi. Începând din 1942 a fost actriță a Teatrului Academic „Kote Mardjanișvili” din Tbilisi, în al cărui colectiv artistic a rămas până la sfârșitul vieții sale.
A audiat prelegerile lui Ghiorghi Tosvonogov ținute în studioul Teatrului Rustaveli. A plecat apoi la Moscova pentru a urma cursurile de actorie organizate la Teatrul Academic Muzical „Stanislavski și Niemirovici-Dancenko”. În timpul șederii sale în Rusia, regizorul Iuri Zavadski a invitat-o să joace rolul Cleopatra în piesa Cezar și Cleopatra a lui George Bernard Shaw, pusă în scenă la Teatrul Mossovet.
S-a întors apoi în Georgia, unde a jucat atât pe scena teatrului, cât și în multe producții cinematografice. Ea a interpretat roluri principale în multe piese celebre puse în scenă la Teatrul Academic „Kote Mardjanișvili”, printre care Nina în Mascarada lui Mihail Lermontov, Iocasta în Oedip rege de Sofocle, unele personaje principale în dramele lui William Shakespeare: Julieta în Romeo și Julieta, Lady Anne Neville în Richard al III-lea, Beatrice în Mult zgomot pentru nimic și a jucat și în piese scrise de autori georgieni precum Nicoloz Baratașvili, Vaja Pșavela, Kit Buchaidze, Polikarp Kakabadze, Lașa Tabukașvili.
Medea a fost o femeie frumoasă și inteligentă, care a fost foarte apreciată pentru inteligența și spiritualitatea pe care a imprimat-o creațiilor sale actoricești. Ea a fost renumită, de asemenea, pentru că i-a ajutat și susținut pe cei aflați în nevoie. În 1950 a obținut Premiul Stalin pentru interpretarea ei din filmul Scutul lui Jurgai și tot în același an a primit titlul onorific de Artist al poporului din RSS Gruzină.
În 2013, cu ocazia aniversării a 90 de ani de la nașterea Medeii Japaridze, a fost organizată o expoziție de fotografii și filme cu actrița la Arhivele Naționale ale Ministerului Justiției din Georgia. Filmul Culoarea rodiei (1969), regizat de Serghei Paradjanov, în care Medea Japaridze a interpretat-o pe mama poetului armean Saiat-Nova (născută Harutiuna Sajadiana), a fost proiectat la Festivalul Internațional de Film de la Cannes.

## Viața personală
Medea Japaridze a fost căsătorită de două ori, mai întâi cu Grigori Kostava și apoi cu scriitorul georgian Revaz (Rezo) Tabukașvili, cu care a avut un fiu, Lașa Tabukașvili, acesta fiind tot scriitor.
După moartea ei, a fost înmormântată în Panteonul național Didube din Tbilisi.

## Filmografie
- 1941 – Kaliszwili gaghmidan - Nazime
- 1941: Kolchetis cziraghdnebi (Luminile Colchidei)[12] - Dzabuli
- 1942 – Giorgi Saakadze - prințesa Tinatin, ulterior regina Iranului
- 1942 – Chidi - Manana
- 1944 – Jurghais pari (Scutul lui Jurgai)[12] - Eteri
- 1947 – Akakis akwani (Leagănul poetului) - tânăra prințesă, sora lui Akaki
- 1948 – Podstęp swatki - Keto
- 1952 – Mcwerwalta dampkrobni - Elene
- 1957 – Eteris simghera (Cântecul lui Eteris)[12] - Nato
- 1959 – Carsuli zapchuli - Eliko
- 1969 – Culoarea rodiei - mama poetului
- 1970 – Był sobie drozd
- 1972 – Gdy zakwitną migdały
- 1973 – Mze szemodgomisa - Eka
- 1977 – Eskulapis mocape
- 1983 – Błękitne góry, czyli Nieprawdopodobna historia - vedeta de cinema
- 1983 – Bati Tasikos Tawgadasawali - Tasiko (voce)
- 1984 – Sanam cwima gadiwlides - Salome
- 1987 – Dakarguli saganzuris sadzebnelad - mama Epemiei